# The Naked Ride Home
The Naked Ride Home è un album di Jackson Browne, pubblicato su CD dalla Elektra Records nel settembre 2002. Il disco fu registrato al Groove Masters di Santa Monica, California (Stati Uniti).

## Tracce
1. The Naked Ride Home – 5:58 (Jackson Browne)
2. The Night Inside Me – 4:40 (Jackson Browne, Mark Goldenberg, Mauricio Lewak, Kevin McCormick, Jeff Young)
3. Casino Nation – 6:58 (Jackson Browne, Mark Goldenberg, Mauricio Lewak, Kevin McCormick, Jeff Young)
4. For Talking the Trouble – 4:26 (Jackson Browne)
5. Never Stop – 4:58 (Jackson Browne, Mark Goldenberg, Mauricio Lewak, Kevin McCormick, Jeff Young)
6. Walking Town – 6:22 (Jackson Browne, Mark Goldenberg, Mauricio Lewak, Kevin McCormick, Jeff Young)
7. About My Imagination – 6:11 (Jackson Browne, Mark Goldenberg, Mauricio Lewak, Kevin McCormick, Jeff Young)
8. Sergio Leone – 7:59 (Jackson Browne, Mark Goldenberg, Mauricio Lewak, Kevin McCormick, Jeff Young)
9. Don't You Want to Be There – 7:37 (Jackson Browne)
10. My Stunning Mystery Companion – 4:53 (Jackson Browne)

## Musicisti
- Jackson Browne - chitarra acustica, chitarra elettrica, pianoforte, pianoforte elettrico (fender rhodes), voce
- Mark Goldenberg - chitarra elettrica
- Mark Goldenberg - chitarra high string (brano: For Talking the Trouble)
- Jeff Young - organo hammond, pianoforte wurlitzer, pianoforte, sintetizzatore, armonie vocali
- Kevin McCormick - basso
- Kevin McCormick - chitarra ritmica elettrica (brano: About My Imagination)
- Mauricio Lewak - batteria
- Luis Conte - percussioni
- Mauricio Lewak - cajón (brano: For Talking the Trouble)
- Greg Leisz - chitarra acustica, chitarra elettrica a dodici corde (brano: The Naked Ride Home)
- Greg Leisz - chitarra pedal steel (brano: Casino Nation)
- Val McCallum - chitarra elettrica (brano: The Naked Ride Home)
- Val McCallum - chitarra ritmica acustica (brano: About My Imagination)
- Keb' Mo' - chitarra national slide (brano: For Talking the Trouble)
- Fernando Pullum - tromba (brano: Don't You Want to Be There)
- Marc Cohn - armonie vocali (brano: Don't You Want to Be There)
- Alethea Mills - armonie vocali (brano: For Talking the Trouble)
- Chavonne Morris - armonie vocali (brano: For Talking the Trouble)
- Jimmy Burney - coro (brano: Don't You Want to Be There)
- Alethea Mills - coro (brano: Don't You Want to Be There)
- Chavonne Morris - coro (brano: Don't You Want to Be There)
- Fred Marlin - arrangiamenti cori (brano: Don't You Want to Be There)
- Kipp Lennon - armonie vocali (brani: Walking Town e Casino Nation)
- Jennifer Gross - armonie vocali (brani: Walking Town e Casino Nation)
- Jeff Young - armonie vocali (brani: Walking Town e Casino Nation)
- Royal Philharmonic Orchestra - esecuzione La forza del destino di G. Verdi (brano: Sergio Leone)
- Lamberto Gardelli - conduttore orchestra (brano: Sergio Leone)[1][4]